# Depot von Libochovice-Umgebung
Das Depot von Libochovice-Umgebung (auch Hortfund von Libochovice-Umgebung) ist ein Depotfund der frühbronzezeitlichen Aunjetitzer Kultur aus der Umgebung von Libochovice im Ústecký kraj, Tschechien. Es datiert in die Zeit zwischen 1800 und 1600 v. Chr. Das Depot befindet sich heute im Nationalmuseum in Prag.

## Fundgeschichte
Das Depot wurde erstmals 1865 erwähnt. Die Fundumstände und die genaue Fundstelle sind unbekannt. Es ist nur überliefert, dass es aus der Umgebung von Libochovice stammt.

## Zusammensetzung
Das Depot besteht aus drei bronzenen Schaftröhrenäxten.